# 縫田清二
縫田 清二（ぬいた せいじ、1922年1月20日 - 1995年5月12日）は、日本の社会思想史家。横浜国立大学名誉教授。

## 人物・経歴
イギリス領インド帝国ボンベイの在ボンベイ総領事館舎で生まれる。日本を経て、1927年にマニラの総領事館舎に移る。1936年暁星小学校卒業。1940年暁星中学校卒業。学徒出陣のため1943年に東京外国語学校フランス語貿易学科を半年間繰り上げ卒業した。
同年海軍第三期兵科予備学生として旅順方面特別根拠地隊予備学生教育部に入隊し、青島市で研修を受けた。1944年特信班に編入され、海軍少尉任官。同年海軍通信学校を卒業し、練馬のあたりにあった軍令部特務班で、英米の情報活動に従事した。同じ部隊で、のちに妻となった縫田曄子の兄である太田新生と知り合う。1945年海軍中尉、第五航空艦隊司令部に異動。
日本の降伏後復員し、三井物産に入社。1949年東京商科大学（現一橋大学）本科卒業。1951年同大学研究科特別研究生前期課程卒業。1952年同後期課程中退。
同年横浜国立大学経済学部助手。1953年同講師（社会思想史）。1958年同助教授。同年から60年まで母校東京外国語大学外国語学部フランス語学科非常勤講師。
1960年から62年までイスラエル政府国費留学生としてヘブライ大学に留学し、マルティン・ブーバーに師事するなどした。1968年イリノイ大学客員研究員。1970年横浜国立大学経済学部教授。
1975年から横浜国立大学経済学部長を務めたが、大学闘争期に教授会や評議会などの意見対立が調整できず、1978年に突如辞職した。
一方、父が外交官だった人脈などから、経済学部長在任中の1978年に横浜国立大学経済学部附属貿易文献資料センター（のちのアジア経済社会研究センター（CESSA））を開設し、1979年からは自ら同センター長を務めた。1987年定年退官、横浜国立大学名誉教授、成城大学法学部教授。1992年定年退職。ユートピア思想の研究などを行った。
2002年には遺族から一橋大学附属図書館に「東京商科大学関係記録」「特別研究生関係記録」「大塚ゼミナール回覧誌」等の寄贈がなされた。

## 家族
- ジャーナリストの縫田曄子は妻[11]
- 元在マニラ総領事の縫田栄四郎は父[1]
- 元駐リビア特命全権大使の太田新生は義兄であり海軍時代からの友人[2]

## 受賞
- 1956年 カンボジア政府文化功労賞[1]

## 著書
- 『ユートピアの思想 : 個と共同の構想力』世界書院 2000年